# Wahlkreis Brindisi (Camera dei deputati)
Der Wahlkreis Brindisi war von 1993 bis 2005 und ist seit 2017 wieder ein Wahlkreis (italienisch collegio elettorale) für die Wahl der Abgeordnetenkammer.

## Von 1993 bis 2005

### Wahlkreisgebiet
Der Wahlkreis umfasste 3 Gemeinden (Brindisi, San Pietro Vernotico und Torchiarolo).

### Wahlergebnisse

#### Parlamentswahl 1994

##### Direktstimmen
| Kandidaten               | Kandidaten               | Parteien                                          | Stimmen | %    |
| ------------------------ | ------------------------ | ------------------------------------------------- | ------- | ---- |
|                          | Valentino Manzonigewählt | Polo del Buon Governo (FI – AN – CCD – UdC – PLD) | 27.125  | 38,0 |
|                          | Antonio Alfredo Bargone  | Progressisti                                      | 24.730  | 34,6 |
|                          | Antonio Bruno            | Patto per l’Italia                                | 14.697  | 20,6 |
|                          | Pasquale Dagnello        | Programma Italia                                  | 4.823   | 6,8  |
| Gesamt                   | Gesamt                   | Gesamt                                            | 71.375  | 100  |
|                          |                          |                                                   |         |      |
| Ungültige Stimmen        | Ungültige Stimmen        | Ungültige Stimmen                                 | 6.069   | 7,8  |
| Wähler                   | Wähler                   | Wähler                                            | 77.444  | 85,6 |
| Wahlberechtigte          | Wahlberechtigte          | Wahlberechtigte                                   | 90.473  |      |
|                          |                          |                                                   |         |      |
| Quelle: Innenministerium |                          |                                                   |         |      |

##### Listenstimmen
| Parteien                             | Parteien                        | Parteien                           | Stimmen | %    |
| ------------------------------------ | ------------------------------- | ---------------------------------- | ------- | ---- |
|                                      | Progressisti                    | Partito Democratico della Sinistra | 18.723  | 26,8 |
| Partito della Rifondazione Comunista | Progressisti                    | 3.369                              | 4,8     |      |
| Federazione dei Verdi                | Progressisti                    | 2.481                              | 3,5     |      |
| Partito Socialista Italiano          | Progressisti                    | 1.289                              | 1,8     |      |
| Alleanza Democratica                 | Progressisti                    | 705                                | 1,0     |      |
| La Rete                              | Progressisti                    | 563                                | 0,8     |      |
| ↳ Gesamt                             | Progressisti                    | 27.130                             | 38,8    |      |
|                                      | Polo del Buon Governo           | Alleanza Nazionale                 | 19.040  | 27,2 |
|                                      | Patto per l’Italia              | Partito Popolare Italiano          | 5.683   | 8,1  |
| Patto Segni                          | Patto per l’Italia              | 5.061                              | 7,2     |      |
| ↳ Gesamt                             | Patto per l’Italia              | 10.744                             | 15,4    |      |
|                                      | Programma Italia                | Programma Italia                   | 7.324   | 10,5 |
|                                      | Lista Marco Pannella            | Lista Marco Pannella               | 3.879   | 5,5  |
|                                      | Socialdemocrazia per le Libertà | Socialdemocrazia per le Libertà    | 729     | 1,0  |
|                                      | Lega d’Azione Meridionale       | Lega d’Azione Meridionale          | 277     | 0,4  |
|                                      | Alleanza Popolare               | Alleanza Popolare                  | 173     | 0,2  |
|                                      | Solidarietà e Progresso         | Solidarietà e Progresso            | 148     | 0,2  |
|                                      | Unione Popolare                 | Unione Popolare                    | 138     | 0,2  |
|                                      | Democrazia e Solidarietà        | Democrazia e Solidarietà           | 107     | 0,2  |
|                                      | Rinascita Salentina             | Rinascita Salentina                | 94      | 0,1  |
|                                      | Utopia                          | Utopia                             | 85      | 0,1  |
|                                      | Alleanza di Programma           | Alleanza di Programma              | 76      | 0,1  |
| Gesamt                               | Gesamt                          | Gesamt                             | 69.944  | 100  |
|                                      |                                 |                                    |         |      |
| Ungültige Stimmen                    | Ungültige Stimmen               | Ungültige Stimmen                  | 7.500   | 9,7  |
| Wähler                               | Wähler                          | Wähler                             | 77.444  | 85,6 |
| Wahlberechtigte                      | Wahlberechtigte                 | Wahlberechtigte                    | 90.473  |      |
|                                      |                                 |                                    |         |      |
| Quelle: Innenministerium             |                                 |                                    |         |      |

#### Parlamentswahl 1996

##### Direktstimmen
| Kandidaten               | Kandidaten               | Parteien                  | Stimmen | %    |
| ------------------------ | ------------------------ | ------------------------- | ------- | ---- |
|                          | Valentino Manzonigewählt | Polo per le Libertà       | 32.170  | 48,2 |
|                          | Antonio Alfredo Bargone  | L’Ulivo                   | 30.221  | 45,2 |
|                          | Ignazio Falcone          | Fiamma Tricolore          | 3.003   | 4,5  |
|                          | Senofonte Caramia        | Lega d’Azione Meridionale | 1.407   | 2,1  |
| Gesamt                   | Gesamt                   | Gesamt                    | 66.801  | 100  |
|                          |                          |                           |         |      |
| Ungültige Stimmen        | Ungültige Stimmen        | Ungültige Stimmen         | 6.548   | 8,9  |
| Wähler                   | Wähler                   | Wähler                    | 73.349  | 80,0 |
| Wahlberechtigte          | Wahlberechtigte          | Wahlberechtigte           | 91.636  |      |
|                          |                          |                           |         |      |
| Quelle: Innenministerium |                          |                           |         |      |

##### Listenstimmen
| Parteien                                          | Parteien                             | Parteien                             | Stimmen | %    |
| ------------------------------------------------- | ------------------------------------ | ------------------------------------ | ------- | ---- |
|                                                   | Polo per le Libertà                  | Forza Italia                         | 17.899  | 26,6 |
| Alleanza Nazionale                                | Polo per le Libertà                  | 13.325                               | 19,8    |      |
| CCD – CDU                                         | Polo per le Libertà                  | 3.557                                | 5,3     |      |
| ↳ Gesamt                                          | Polo per le Libertà                  | 34.781                               | 51,8    |      |
|                                                   | L’Ulivo                              | Partito Democratico della Sinistra   | 17.002  | 25,3 |
| Popolari per Prodi (PPI – SVP – PRI – UD – Prodi) | L’Ulivo                              | 3.312                                | 4,9     |      |
| Rinnovamento Italiano                             | L’Ulivo                              | 1.912                                | 2,8     |      |
| Federazione dei Verdi                             | L’Ulivo                              | 1.071                                | 1,6     |      |
| ↳ Gesamt                                          | L’Ulivo                              | 23.297                               | 34,7    |      |
|                                                   | Partito della Rifondazione Comunista | Partito della Rifondazione Comunista | 4.261   | 6,3  |
|                                                   | Fiamma Tricolore                     | Fiamma Tricolore                     | 1.282   | 1,9  |
|                                                   | Lista Pannella – Sgarbi              | Lista Pannella – Sgarbi              | 1.235   | 1,8  |
|                                                   | Lega d’Azione Meridionale            | Lega d’Azione Meridionale            | 746     | 1,1  |
|                                                   | Partito Socialista                   | Partito Socialista                   | 610     | 0,9  |
|                                                   | Gruppo Indipendente Libertà          | Gruppo Indipendente Libertà          | 405     | 0,6  |
|                                                   | Ambientalisti                        | Ambientalisti                        | 382     | 0,6  |
|                                                   | Mani Pulite                          | Mani Pulite                          | 189     | 0,3  |
| Gesamt                                            | Gesamt                               | Gesamt                               | 67.188  | 100  |
|                                                   |                                      |                                      |         |      |
| Ungültige Stimmen                                 | Ungültige Stimmen                    | Ungültige Stimmen                    | 6.161   | 8,4  |
| Wähler                                            | Wähler                               | Wähler                               | 73.349  | 80,0 |
| Wahlberechtigte                                   | Wahlberechtigte                      | Wahlberechtigte                      | 91.636  |      |
|                                                   |                                      |                                      |         |      |
| Quelle: Innenministerium                          |                                      |                                      |         |      |

#### Parlamentswahl 2001

##### Direktstimmen
| Kandidaten               | Kandidaten                 | Parteien           | Stimmen | %    |
| ------------------------ | -------------------------- | ------------------ | ------- | ---- |
|                          | Giovanni Carbonellagewählt | L’Ulivo            | 30.459  | 45,9 |
|                          | Valentino Manzoni          | Casa delle Libertà | 27.970  | 42,2 |
|                          | Luigi De Michele           | Democrazia Europea | 2.687   | 4,1  |
|                          | Antonio Rizzo              | Lista Di Pietro    | 2.278   | 3,4  |
|                          | Biagio Pascali             | Popolari Europei   | 1.724   | 2,6  |
|                          | Nicola Saponaro            | Lista Emma Bonino  | 1.208   | 1,8  |
| Gesamt                   | Gesamt                     | Gesamt             | 66.326  | 100  |
|                          |                            |                    |         |      |
| Ungültige Stimmen        | Ungültige Stimmen          | Ungültige Stimmen  | 4.959   | 7,0  |
| Wähler                   | Wähler                     | Wähler             | 71.285  | 77,3 |
| Wahlberechtigte          | Wahlberechtigte            | Wahlberechtigte    | 92.195  |      |
|                          |                            |                    |         |      |
| Quelle: Innenministerium |                            |                    |         |      |

##### Listenstimmen
| Parteien                       | Parteien                             | Parteien                               | Stimmen | %    |
| ------------------------------ | ------------------------------------ | -------------------------------------- | ------- | ---- |
|                                | Casa delle Libertà                   | Forza Italia                           | 19.369  | 29,4 |
| Alleanza Nazionale             | Casa delle Libertà                   | 9.854                                  | 15,0    |      |
| CCD – CDU                      | Casa delle Libertà                   | 2.050                                  | 3,1     |      |
| Nuovo PSI                      | Casa delle Libertà                   | 903                                    | 1,4     |      |
| ↳ Gesamt                       | Casa delle Libertà                   | 32.176                                 | 48,9    |      |
|                                | L’Ulivo                              | La Margherita (Dem – PPI – RI – Udeur) | 12.933  | 19,7 |
| Democratici di Sinistra        | L’Ulivo                              | 10.077                                 | 15,3    |      |
| Il Girasole (FdV – SDI)        | L’Ulivo                              | 994                                    | 1,5     |      |
| Partito dei Comunisti Italiani | L’Ulivo                              | 660                                    | 1,0     |      |
| ↳ Gesamt                       | L’Ulivo                              | 24.664                                 | 37,5    |      |
|                                | Lista Di Pietro                      | Lista Di Pietro                        | 2.835   | 4,3  |
|                                | Partito della Rifondazione Comunista | Partito della Rifondazione Comunista   | 2.676   | 4,1  |
|                                | Democrazia Europea                   | Democrazia Europea                     | 1.478   | 2,2  |
|                                | Lista Emma Bonino                    | Lista Emma Bonino                      | 1.108   | 1,7  |
|                                | Fiamma Tricolore                     | Fiamma Tricolore                       | 632     | 1,0  |
|                                | Lega d’Azione Meridionale            | Lega d’Azione Meridionale              | 127     | 0,2  |
|                                | Paese Nuovo                          | Paese Nuovo                            | 65      | 0,1  |
|                                | Abolizione Scorporo                  | Abolizione Scorporo                    | 38      | 0,1  |
| Gesamt                         | Gesamt                               | Gesamt                                 | 65.799  | 100  |
|                                |                                      |                                        |         |      |
| Ungültige Stimmen              | Ungültige Stimmen                    | Ungültige Stimmen                      | 5.486   | 7,7  |
| Wähler                         | Wähler                               | Wähler                                 | 71.285  | 77,3 |
| Wahlberechtigte                | Wahlberechtigte                      | Wahlberechtigte                        | 92.195  |      |
|                                |                                      |                                        |         |      |
| Quelle: Innenministerium       |                                      |                                        |         |      |

## Von 2017 bis 2020

### Wahlkreisgebiet
Der Wahlkreis umfasste Gemeinden: 

### Wahlergebnisse

#### Parlamentswahl 2018
| Kandidaten               | Kandidaten             | Stimmen | %    | Listen                              | Stimmen | %    |
| ------------------------ | ---------------------- | ------- | ---- | ----------------------------------- | ------- | ---- |
|                          | Anna Macinagewählt     | 54.145  | 44,5 | Movimento 5 Stelle                  | 54.145  | 44,5 |
|                          | Vittorio Zizza         | 42.592  | 35,0 | Forza Italia                        | 24.217  | 19,9 |
| Lega                     | Vittorio Zizza         | 42.592  | 35,0 | 7.295                               | 6,0     |      |
| Noi con l’Italia – UDC   | Vittorio Zizza         | 42.592  | 35,0 | 6.010                               | 4,9     |      |
| Fratelli d’Italia        | Vittorio Zizza         | 42.592  | 35,0 | 5.070                               | 4,2     |      |
|                          | Giovanni Epifani       | 17.167  | 14,1 | Partito Democratico                 | 14.744  | 12,1 |
| +Europa                  | Giovanni Epifani       | 17.167  | 14,1 | 1.483                               | 1,2     |      |
| Italia Europa Insieme    | Giovanni Epifani       | 17.167  | 14,1 | 566                                 | 0,5     |      |
| Civica Popolare          | Giovanni Epifani       | 17.167  | 14,1 | 374                                 | 0,3     |      |
|                          | Giuseppe Palazzo       | 3.265   | 2,7  | Liberi e Uguali                     | 3.265   | 2,7  |
|                          | Angelo Brandi          | 1.103   | 0,9  | Potere al Popolo!                   | 1.103   | 0,9  |
|                          | Antonio D’Autilia      | 1.008   | 0,8  | Partito Repubblicano Italiano – ALA | 1.008   | 0,8  |
|                          | Sonia Boi              | 688     | 0,6  | CasaPound Italia                    | 688     | 0,6  |
|                          | Gianfranco Ribezzo     | 527     | 0,4  | Italia agli Italiani (FT – FN)      | 527     | 0,4  |
|                          | Natassya Ancona        | 468     | 0,4  | Il Popolo della Famiglia            | 468     | 0,4  |
|                          | Palmo Antonino Mosaico | 429     | 0,4  | Partito Comunista                   | 429     | 0,4  |
|                          | Pietro Guzzo           | 147     | 0,1  | Partito Valore Umano                | 147     | 0,1  |
|                          | Giuseppe Storelli      | 115     | 0,1  | 10 Volte Meglio                     | 115     | 0,1  |
| Gesamt                   | Gesamt                 | 121.654 | 100  |                                     | 121.654 | 100  |
|                          |                        |         |      |                                     |         |      |
| Ungültige Stimmen        | Ungültige Stimmen      | 4.376   | 3,5  |                                     |         |      |
| Wähler                   | Wähler                 | 126.030 | 68,7 |                                     |         |      |
| Wahlberechtigte          | Wahlberechtigte        | 183.485 |      |                                     |         |      |
|                          |                        |         |      |                                     |         |      |
| Quelle: Innenministerium |                        |         |      |                                     |         |      |

## Seit 2020

### Wahlkreisgebiet
| Wahlkreise – Camera dei deputati – Apulien | Wahlkreise – Camera dei deputati – Apulien   | Wahlkreise – Camera dei deputati – Apulien                         |
| Provinz                                    | Provinz                                      | Gemeinden nach Provinzen ⮞ Wahlkreis                               |
| ------------------------------------------ | -------------------------------------------- | ------------------------------------------------------------------ |
|                                            | Metropolitanstadt Bari (41 Gemeinden)        | 9 ⮞ Wahlkreis Bari 17 ⮞ Wahlkreis Molfetta 15 ⮞ Wahlkreis Altamura |
|                                            | Provinz Barletta-Andria-Trani (10 Gemeinden) | 7 ⮞ Wahlkreis Andria 3 ⮞ Wahlkreis Cerignola                       |
|                                            | Provinz Brindisi (20 Gemeinden)              | alle ⮞ Wahlkreis Brindisi                                          |
|                                            | Provinz Foggia (61 Gemeinden)                | 39 ⮞ Wahlkreis Foggia 22 ⮞ Wahlkreis Cerignola                     |
|                                            | Provinz Lecce (96 Gemeinden)                 | 30 ⮞ Wahlkreis Lecce 66 ⮞ Wahlkreis Galatina                       |
|                                            | Provinz Tarent (29 Gemeinden)                | 22 ⮞ Wahlkreis Tarent 7 ⮞ Wahlkreis Altamura                       |

Der Wahlkreis umfasst alle 20 Gemeinden der Provinz Brindisi.

### Wahlergebnisse

#### Parlamentswahl 2022
| Kandidaten                          | Kandidaten             | Stimmen | %    | Listen                                                  | Stimmen | %    |
| ----------------------------------- | ---------------------- | ------- | ---- | ------------------------------------------------------- | ------- | ---- |
|                                     | Mauro D’Attisgewählt   | 72.879  | 44,1 | Fratelli d’Italia                                       | 37.917  | 22,9 |
| Forza Italia                        | Mauro D’Attisgewählt   | 72.879  | 44,1 | 22.847                                                  | 13,8    |      |
| Lega per Salvini Premier            | Mauro D’Attisgewählt   | 72.879  | 44,1 | 11.518                                                  | 7,0     |      |
| Noi Moderati                        | Mauro D’Attisgewählt   | 72.879  | 44,1 | 597                                                     | 0,4     |      |
|                                     | Salvatore Giuliano     | 48.323  | 29,2 | Movimento 5 Stelle                                      | 48.323  | 29,2 |
|                                     | Elena Tiziana Brigante | 31.444  | 19,0 | Partito Democratico – Italia Democratica e Progressista | 23.070  | 14,0 |
| Alleanza Verdi e Sinistra           | Elena Tiziana Brigante | 31.444  | 19,0 | 4.358                                                   | 2,6     |      |
| +Europa                             | Elena Tiziana Brigante | 31.444  | 19,0 | 2.826                                                   | 1,7     |      |
| Impegno Civico – Centro Democratico | Elena Tiziana Brigante | 31.444  | 19,0 | 1.190                                                   | 0,7     |      |
|                                     | Antonietta Curlo       | 6.539   | 4,0  | Azione – Italia Viva                                    | 6.539   | 4,0  |
|                                     | Cristina Paolino       | 2.280   | 1,4  | Italexit per l’Italia                                   | 2.280   | 1,4  |
|                                     | Giuseppina De Biasi    | 2.017   | 1,2  | Italia Sovrana e Popolare                               | 2.017   | 1,2  |
|                                     | Giancarlo Scalone      | 1.833   | 1,1  | Unione Popolare                                         | 1.833   | 1,1  |
| Gesamt                              | Gesamt                 | 165.315 | 100  |                                                         | 165.315 | 100  |
|                                     |                        |         |      |                                                         |         |      |
| Ungültige Stimmen                   | Ungültige Stimmen      | 8.130   | 4,7  |                                                         |         |      |
| Wähler                              | Wähler                 | 173.445 | 54,9 |                                                         |         |      |
| Wahlberechtigte                     | Wahlberechtigte        | 316.045 |      |                                                         |         |      |
|                                     |                        |         |      |                                                         |         |      |
| Quelle: Innenministerium            |                        |         |      |                                                         |         |      |